# 相馬氏
相馬氏（そうまし）は、武家・華族だった日本の氏族のひとつ。平安時代に平常長の子常晴が下総国相馬郡にて相馬五郎を称したことに始まる。そして常澄やその子常清が代々相馬を名乗っているがこの系統は上総広常とともに粛清され、常晴の養子常重の子常胤が治承・寿永の乱で戦功を上げ、常胤の二男師常に相馬郡が譲られ師常が後まで続く相馬氏の直接の祖となった。奥州合戦の軍功で陸奥国行方郡を与えられて1323年に重胤が同郡小高に移住。江戸時代には宇多郡中村に居を移して中村藩主家となり、明治維新後は華族の子爵家に列した。通字は「胤」（たね）。

## 歴史

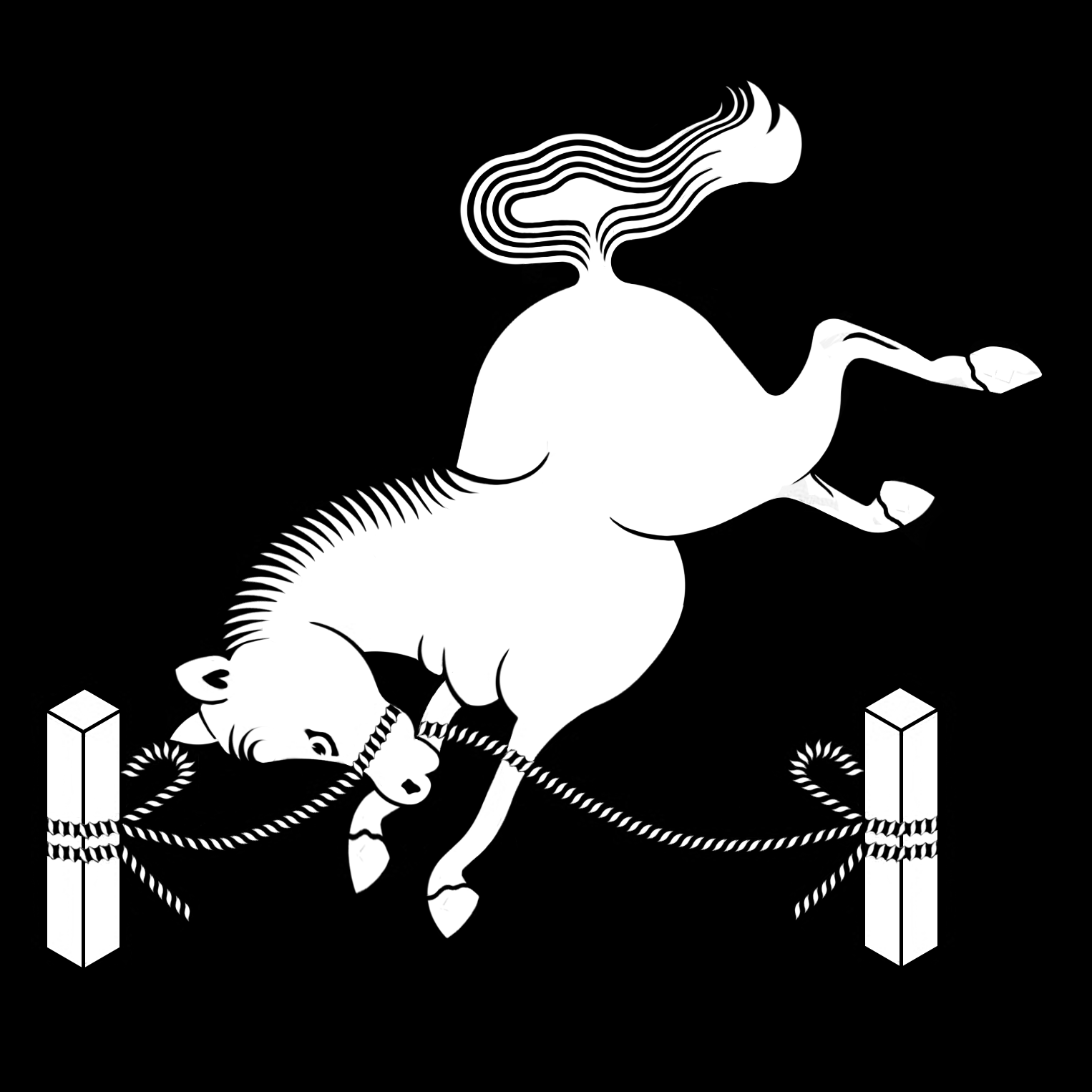
もう一つの相馬氏の家紋「繋ぎ馬」

### 封建時代
相馬氏の祖は、桓武天皇五代の苗裔高望王の孫平将門の子将国とも伝えられるが、直接の祖は千葉常胤の二男師常である。師常は下総国相馬郡を領して相馬を称した。
文治5年（1189年）の奥州合戦で戦功をあげ、源頼朝より陸奥国行方郡（福島県相馬郡）を与えられた。元亨3年（1323年）に相馬重胤が行方郡小高（南相馬市小高区）に移住して本拠とするようになり、奥州相馬氏の祖となった。これ以降一族の岡田氏や大悲山氏などと共に磐城地方（福島県東部）で勢力を拡大。南北朝争乱では北朝に属した。天文9年（1540年）以降は伊達氏と勢力を争って抗争を繰り返した。
義胤の代に豊臣秀吉に臣従して小高の本領を安堵される。慶長5年（1600年）の関ヶ原の戦いの際に徳川家康の出陣要請に応じなかったため、戦後に改易されたが、慶長7年（1602年）に徳川家光誕生の慶事により義胤の息子利胤に本領が安堵された。慶長16年（1611年）に宇多郡中村城へ移り、以降江戸時代を通じて中村藩6万石の外様大名家として続いた。歴代藩主の官位は従五位下で長門守や讃岐守、因幡守などが多い。
最後の中村藩主誠胤は、幕末の戊辰戦争で当初仙台藩の圧力で奥羽越列藩同盟に参加したが、ただちに官軍に内通して謝罪降伏したため、官軍の中村城入城後、一時的に謹慎が命じられるも、すぐに赦免となり、その後官軍に従軍して仙台藩征伐に参加したため、所領も安堵された

### 明治以降
その後、誠胤は明治2年（1869年）6月24日の版籍奉還により中村藩知事に任じられるとともに華族に列し、明治4年（1871年）7月14日の廃藩置県まで藩知事を務めた。鎌倉時代から廃藩置県まで領地の場所が変わらなかった大名家は珍しかった。
版籍奉還の際に定められた家禄は3461石。明治9年の金禄公債証書発行条例に基づき家禄の代わりに支給された金禄公債の額は、7万5885円19銭3厘（華族受給者中91位）。
明治前期の誠胤の住居は東京府麹町区内幸町にあった。当時の家令は、志賀直道、家扶は青田綱三。
明治17年（1884年）7月7日の華族令の施行で華族が五爵制になると、同月8日に旧小藩知事として誠胤が子爵に列せられた。しかし誠胤は精神疾患を理由として自宅内に監禁されることとなった。これをお家乗っ取りの陰謀だと見た旧藩士錦織剛清らは雅胤の復権を目指して活発な活動を行い、相馬事件として大いに世情を騒がせることとなった。明治25年（1892年）には誠胤が病没し、異母弟順胤が子爵を襲爵した。
順胤の子孟胤は宮内省に勤務し、新宿御苑勤務や式部官、朝香宮御用掛などを歴任し、東京府の多額納税者でもあった。孟胤の子恵胤の代の昭和前期に相馬子爵家の邸宅は東京市淀橋区下落合にあった。
平成23年（2011年）の東日本大震災の際、当主相馬行胤（彼の父の代から北海道に移住していたが、先祖の旧領の福島県相馬市でシイタケ農園を経営して北海道と福島を行き来していた）は、福島第一原子力発電所事故の被災者20～30家族ほどの広島県東部神石高原町への集団移住を神石高原町町長牧野雄光とともに計画した。

## 相馬氏歴代当主
※陸奥相馬氏
1. 相馬師常（千葉常胤の子）
2. 相馬義胤（相馬師常の子）
3. 相馬胤綱（相馬義胤の子）
4. 相馬胤村（相馬胤綱の子）
  - 相馬胤継（相馬胤綱の子、廃嫡される）
5. 相馬師胤（相馬胤村の子）
  - 相馬胤氏（相馬胤村の子、下総相馬氏）
6. 相馬重胤（相馬師胤の子、陸奥へ下向）
  - 相馬師胤（相馬胤氏の子、下総相馬氏）
7. 相馬親胤（相馬重胤の子）
  - 相馬光胤（相馬重胤の子、親胤の弟）
8. 相馬胤頼（相馬親胤の子）
9. 相馬憲胤（相馬胤頼の子）
10. 相馬胤弘（相馬憲胤の子）
11. 相馬重胤（相馬胤弘の子）
12. 相馬高胤（相馬重胤の子）
13. 相馬盛胤（相馬高胤の子）
14. 相馬顕胤（十三代相馬盛胤の子）
15. 相馬盛胤（相馬顕胤の子）
16. 相馬義胤（十五代相馬盛胤の子）
17. 相馬利胤（相馬義胤の子。中村藩初代藩主）
18. 相馬義胤（相馬利胤の子）
19. 相馬忠胤（土屋利直の子）
20. 相馬貞胤（相馬忠胤の子）
21. 相馬昌胤（相馬忠胤の子）
22. 相馬叙胤（佐竹義処の子）
23. 相馬尊胤（相馬昌胤の子）
24. 相馬恕胤（相馬叙胤の孫）
25. 相馬祥胤（相馬恕胤の子）
26. 相馬樹胤（相馬祥胤の子）
27. 相馬益胤（相馬祥胤の子）
28. 相馬充胤（相馬益胤の子）
29. 相馬誠胤（相馬充胤の子。中村藩末代藩主）
30. 相馬順胤（相馬充胤の子）
31. 相馬孟胤（相馬順胤の子）
32. 相馬恵胤（相馬孟胤の子）
33. 相馬和胤（相馬恵胤の子。競走馬スーパークリークの生産者）
34. 相馬行胤[16]（みちたね[16]、相馬和胤の子）[17]- 実子3人あり

## 関連人物

### 関連氏族
対立氏族
- 陸奥将軍府
- 標葉氏
- 伊達氏
- 岩城氏
- 田村氏

友好氏族
- 佐竹氏
- 三河安藤氏（磐城平安藤氏）

### 戦国期家臣
- 一門
  - 相馬隆胤（十五代相馬盛胤の次男）
  - 相馬郷胤
- 草野氏
  - 草野直清
- 木幡氏
  - 木幡継清
  - 木幡高清
- 佐藤氏
  - 佐藤好信
  - 佐藤為信
- 水谷氏
  - 水谷胤重
- 泉田氏
  - 泉田胤清
  - 泉田胤直
- 江井氏
  - 江井胤治
- 大悲山氏
  - 大悲山政胤
  - 大悲山民部
- 藤橋氏
  - 藤橋胤衡
  - 藤橋胤泰
- 相馬文書
- 奥相茶話記
- 東奥中村記